# AS Fílippos Véria
Ne doit pas être confondu avec Gymnastiki Enosi Verias.
L’AS Fílippos de Véria (grec moderne : Αθλητικός Σύλλογος Φίλιππος Βέροιας) est club omnisports grec basé à Véria et créé en 1962.
Il est particulièrement connu pour sa section de handball qui est l'un des clubs le plus titré du Championnat de Grèce avec neuf titres et est le premier club grec à avoir atteint une finale d’une coupe d’Europe, la Coupe Challenge 2002-2003.

## Section handball

### Palmarès
Compétitions internationales
- Coupe Challenge : finaliste en 2003
- Coupe des vainqueurs de coupe : demi-finaliste en 1993

Compétitions nationales
- Championnat de Grèce (9) : 1977, 1986 , 1988, 1989, 1990, 1991, 1994, 1995, 2003, 2016
  - Deuxième en 1978, 1985, 1987, 1992, 1993, 1996, 2001, 2004, 2005, 2007, 2010
- Coupe de Grèce (5) : 1985, 1991, 1992, 2003, 2007, 2016

### Personnalités liées au club
- Remus Drăgănescu : entraîneur de 1990 à 1991
- Viatcheslav Atavine : joueur de 2002 à 2005
- József Éles : joueur de 2003 à 2005
- Pepi Manaskov : joueur de 2002 à 2003
- Alexandre Toutchkine : joueur de 2002 à 2004